# Herbie Roberts
Herbert Roberts (Oswestry, 19 febbraio 1905 – 19 giugno 1944) è stato un calciatore inglese.
Difensore dell'Arsenal, vanta una presenza nella nazionale inglese.

## Carriera
Nato a Oswestry, nello Shropshire, Roberts iniziò a giocare a livello dilettantistico nella squadra locale dell'Oswestry Town, continuando nel frattempo a lavorare come poliziotto. Centrocampista destro dotato di una buona altezza e grande calma, fu notato da Herbert Chapman nel dicembre 1926 e fu acquistato dall'Arsenal per 200 £ diventando professionista. Fece il suo esordio in squadra contro l'Aston Villa il 18 aprile 1927, ma nelle prime due stagioni riuscì a giocare solo cinque partite.
Il suo momento arrivò quando Chapman lo mise a giocare come centrocampista arretrato, ruolo in cui rimpiazzò Jack Butler. Nel nuovo modulo del "Sistema", Roberts aveva il ruolo di stopper alto piazzato al centro della difesa; in quel momento la scelta della posizione fu fatta come contromossa per la nuova regola del fuorigioco, ma ben presto divenne un ruolo standard per il calcio britannico.
Dal 1928-29 in poi Roberts iniziò a giocare regolarmente come titolare, perdendo la finale di FA Cup 1929-30 a causa di un infortunio. Si riscattò l'anno seguente, diventando titolare inamovibile per sei stagioni in cui vinse 4 titoli inglesi e una FA Cup (1936). Il 28 marzo 1931 ottenne anche la sua unica presenza con la maglia della nazionale, nella partita contro la scozzese
La lunga carriera di Robert con la maglia dell'Arsenal ebbe un brusco stop nella stagione 1937-38 quando si ruppe una gamba nel match contro il Middlesbrough e fu costretto a ritirarsi. L'Arsenal vinse il quinto titolo in quella stagione, ma Roberts riuscì a giocare solo 13 partite, una in meno di quelle necessarie per ottenere la medaglia. In tutto chiuse la carriera con 335 presenze e 5 goal con il team londinese.
Dopo il ritiro lavorò come preparatore atletico del team riserve dell'Arsenal. Allo scoppio della Seconda guerra mondiale si arruolò nei Royal Fusiliers, dove ebbe i gradi di tenente. Morì in servizio all'età di 39 anni a causa di un'erisipela; era il più famoso dei 9 giocatori dell'Arsenal che morirono durante il conflitto.